# Pastoral da Pessoa Idosa
A Pastoral da Pessoa Idosa é um organismo de ação social da Conferência Nacional dos Bispos do Brasil – CNBB.

## História
Em 1993, um encontro casual entre Zilda Arns e o geriatra João Batista Lima Filho, no aeroporto de Londrina, que durou várias horas, devido à espera necessária por causa do mau tempo, resultou na ideia de um trabalho conjunto em favor das pessoas idosas.